# Верхнерейнская низменность
Верхнерейнская низменность (нем. Oberrheinische Tiefebene) — низменность по среднему течению Рейна. Большая часть расположена в Германии, часть во Франции, южная граница находится в Швейцарии. На севере Верхнерейнской низменности находится город Франкфурт на Майне, на самом юге — город Базель. Длина около 300 км, ширина около 40 км. Низменность окружена: горами Юра (юг), Рейнскими Сланцевыми горами (север), Шварцвальдом и Оденвальдом (восток), Вогезами и Хардтом (запад).
Верхнерейнская низменность заполнена кайнозойскими отложениями, местами — выходами вулканических пород (Кайзерштуль). Имеются месторождения калийной соли и нефти. Благодаря плодородной земле в долине Рейна хорошо развито сельское хозяйство (выращиваются пшеница, сахарная свёкла, виноград, фрукты). В предгорьях имеются рощи сосновых, дубовых и каштановых лесов.

## Инфраструктура
В Верхнерейнской низменности расположены два важных в экономике Германии региона-метрополиса: Треугольник Рейн-Неккар и Регион Рейн-Майн. В долине проходят многочисленные железнодорожные, автомобильные и водные пути из северных районов Германии, Нидерландов, Дании в южные районы Германии, Францию, Швейцарию, Италию.

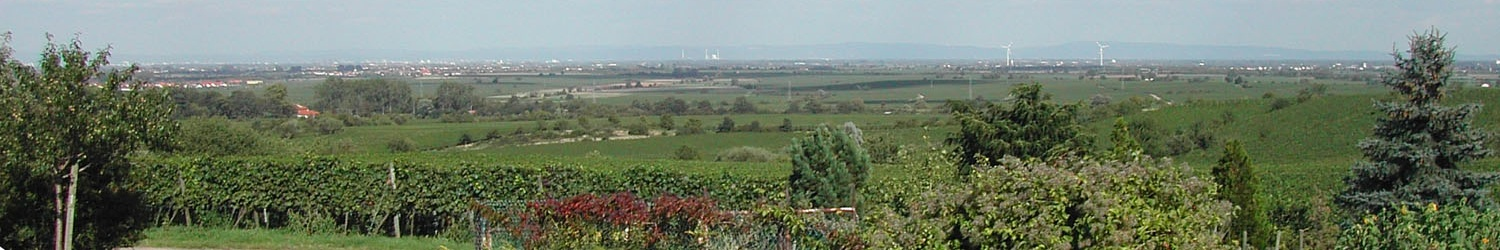
Верхнерейнская низменность, вид с западной границы на восток из окрестностей города Нойштадт в земле Рейнланд-Пфальц. На заднем плане видны Мангейм и горы Оденвальд.

## Города

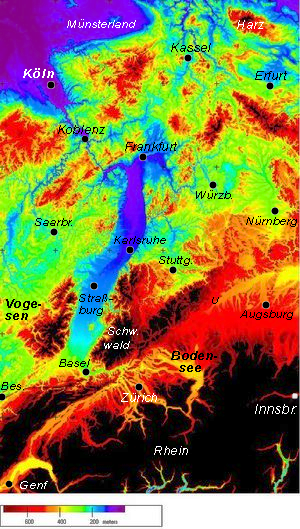
Верхнерейнская низменность (в середине, продолговатая низменность голубого цвета) между Базелем и Франкфуртом в окружении гор.

Крупные города в Верхнерейнской низменности:
- Германия
  - Франкфурт на Майне
  - Мангейм
  - Карлсруэ
  - Висбаден
  - Майнц
  - Фрайбург
  - Гейдельберг
  - Людвигсхафен
  - Дармштадт
  - Оффенбург
- Франция
  - Страсбург
  - Кольмар
  - Мюлуз
- Швейцария
  - Базель